# Santo Monti
Don Santo Monti (Como, 1855 – Como, 4 giugno 1923) è stato un presbitero e storico italiano.

## Biografia
Avviatosi alla carriera ecclesiastica, compì gli studi ginnasiali e liceali nel seminario Villoresi di Monza. Monsignor Carsana, vescovo di Como, lo volle con sé e lo spinse alla laurea in Teologia, ottenuta nel 1880.
Ordinato sacerdote, fu nominato Economo Spirituale ad Urio, ma già nel 1880 passò come Vicario Parrocchiale a S. Giorgio in Como, carica che abbandonò nel 1881; rimase solo cappellano del cimitero.
Fu molto attivo culturalmente e nel 1888 divenne Vicepresidente della Società Storica Comense, attiva da pochi anni. Dal 1906 ne divenne presidente, carica che mantenne fino alla morte.
Fu membro della Commissione Provinciale per la conservazione dei monumenti e Conservatore del Civico Museo di Como fino alla morte.

## Opere
Il Monti diede alle stampe:
- La cattedrale di Como, Como, F. Ostinelli di C.A., 1897, ISBN non esistente.